# Re-Invention World Tour
The Re-Invention World Tour — шестой международный тур американской певицы Мадонны, прошедший в 2004 году в поддержку её альбома American Life.

## Развитие
Во время репетиций тура репетировали «I’m So Stupid» с альбома «American Life», «Dress You Up» (1985) and «Material Girl» (1985). Но «Dress You Up» и «I’m So Stupid» были исключены. Другие запланированные песни из первоначального списка были «Love Profusion» Headcleaner Mix (2004), «Swim» из «Ray of Light» (1998), «Live to Tell» (1986), которая в итоге вошла в следующий тур «Confessions Tour»,  и «Take a Bow» (1994). «Nobody Knows Me» изначально репетировали в Peter Rauhofer’s Perfect Private Life Mix. Открывающей шоу песней был «Vogue» (1990) в течение длительного времени, но позже Мадонна решила использовать «The Beast Within». Завершить концерт решили «Holiday» (1983), а не «Die Another Day» (2002), а также добавили песню Джона Леннона «Imagine» (1971) в сет-лист. «Don’t Tell Me» (2001) репетировали в двух версиях — с французской мелодией для американских шоу и шоу в Париже, и с мелодией «Bitter Sweet Symphony» для остальных шоу. Так же репетировали два новых трека — «Devil Wouldn’t Recognize You», написанную Мадонной и Джо Генри, и «I Love New York». Последняя была включена в качестве бонус-трека на живой записи Re-Invention Tour CD I’m Going to Tell You a Secret (2005) и переделанная как танцевальный трек для своего десятого студийного альбома Confessions on a Dance Floor (2005), в то время как первый трек был включен в её одиннадцатый студийный альбом Hard Candy (2008). «Ray of Light» также репетировали на ранних стадиях, но Мадонна позже решила исключить его, так как исполнение песни в начале шоу заранее повредит её голос. Наконец двадцать четыре песни из тридцати репетированных попали на официальный сет-лист для шоу.
Костюмы для шоу были придуманы Арианн Филлипс, а изготовлены Кристианом Лакруа, Жаном-Полем Готье, Стеллой Маккартни, Miu Miu и Chanel.

## Сет-лист
В образе Французский Ренессанс/Мария Антуанетта:
1. The Beast Within
2. Vogue
3. Nobody Knows Me
4. Frozen

В образе Армия/Военные:
1. American Life
2. Express Yourself
3. Burning Up
4. Material Girl

В образе Цирк/Кабаре:
1. Hollywood (Видео интерлюдия)
2. Hanky Panky
3. Deeper and Deeper
4. Die Another Day

В образе Цирк/Кабаре на электрическом стуле:
1. Lament

В религиозном образе:
1. Bedtime Story (Видео интерлюдия)
2. Nothing Fails
3. Don’t Tell Me
4. Like A Prayer
5. Mother and Father
6. Imagine

В образе племена/шотландцы:
1. Into the Groove
2. Papa Don’t Preach (с элементами American Life)
3. Crazy For You
4. Music
5. Holiday

## Интересные факты
- Первоначально рабочее название данного тура было «Мировое турне Вавилонской Блудницы». Некоторые считают, что рекорд компания Мадонны попросила её сменить название турне, посчитав данное слишком скандальным для использования. Поэтому и родилось название «Заново изобретенное Мировое Турне» («Re-Invention World Tour»).
- Прежняя бэк-вокалистка Ники Харрис, работающая с Мадонной со времен тура «Who's That Girl World Tour» 1987 года, была заменена новой — Сида Гаррет. Она уже работала с Мадонной в качестве бэк-вокалистки на альбоме True Blue (1986). Сида стала известна по дуэту с Майклом Джексоном в его песне «I Just Can’t Stop Loving You» (альбом «Bad»). Также она написала один из хитов для Майкла Джексона «Man In TheMirror» и участвовала в качестве бэк-вокалистки во время его турне «Dangerous World» (1992—1993).
- Тур был признан самым успешным мировым турне 2004 года, собрав доход в размере 124,5 млн. $. Во время турне Мадонна посетила 7 стран, 20 городов, отыграла 56 шоу, собрав на них около 880 000 фанатов. Мадонна: «В творческом отношении это был мой пока самый удачный опыт. Музыка, фильмы, танцы — все, что я люблю, мне удалось объединить в рамках одной программы».
- Во время концертов Мадонна часто появлялась в футболках из серии «… делают это лучше» (Например, «Итальянцы делают это лучше», «Британцы делают это лучше»). Также на концертах в США она появилась в футболке «Голосуй или умри», посвященные предстоящим в ноябре 2004 года выборам президента США.
- Дизайнер логотипа тура — Джованни Бианко. Логотип создан исходя из мистического учения Каббалы. В частности, логотип представляет собой 13 кругов. 13 является счастливым числом в Каббале и уже использовалось Мадонной в её творчестве с тех пор, как она стала увлекаться мистическим учением в конце 90-х.